# 21656 Кнут
21656 Кнут (21656 Knuth) — астероїд головного поясу, відкритий 9 серпня 1999 року.
Тіссеранів параметр щодо Юпітера — 3,308.
Названий на честь професора Стенфордського університету Дональда Кнута.